# Nely Carla Alberto
Nely Carla Alberto född den 2 juli 1983 i San Sebastián, Spanien, är en spansk handbollsspelare.

## Klubblagskarriär
Alberto blev spansk mästare två är i rad med SD Itxako och vann även  EHF-cupen i Europa 2009. Efter att ha spelat för Itxako flyttade hon till Frankrike och skrev på för Le Havre AC, Där blev hon mästare i EHF:s Challenge Cup 2012. Senare med Fleury Loiret HB där vann Alberto Coupe de France 2014. Under den följande säsongen 2015, då hon representerade Union Mios Biganos-Bègles HB  vann han Challenge Cup  igen. Under säsong 2015/2016 vann hon mästartiteln och Coupe de France igen nu med Brest Bretagne HB. Hon har fortsatt att spela i Frankrike men inte med toppklubbarna. Först med Chambray Touraine 2016-2018 och sedan med Mérignac Handball från 2018 till 2020. Hon avslutade karriären 2021 efter ett sista spelår för HB Plan de Cuques.

## Landslagskarriär
Vid världsmästerskapet i handboll för damer 2009 nådde hon bronsmatchen och placerade sig på fjärde plats med det spanska laget. Hon var också en del av VM-laget 2011, som var det första spanska damlaget som vann en medalj i ett världsmästerskap i handboll. Hon ingick i det spanska lag som tog OS-brons i damernas turnering i samband med de olympiska handbollstävlingarna 2012 i London. Hon var också med i OS 2016 i Rio de Janeiro.